# Demetri I de Moscou
Per a d'altres sants anomenats Demetri, vegeu: Demetri
Demetri del Don (Moscou, 12 d'octubre de 1350 – Moscou, 19 de maig de 1389). Fill d'Ivan II, el seu predecessor, i d'Aleksandra Ivànovna, fou el primogènit dels 4 fills del matrimoni. Va regnar el principat de Moscòvia (1359-1389) i el de Vladímir (1363-1389). És venerat com a sant per l'Església Ortodoxa Russa.

## Fou un príncep precoç
A l'edat de nou anys i 32 dies es queda orfe de pare i ha d'afrontar el lideratge de tot el que incloïa el poder del seu progenitor. Tanmateix, com passava en la majoria d'aquests casos, qui governà fou el seu instructor, en el cas de Dmitri I, el governador de veritat fou el metropolità Alexis de Rússia. Ell dominava el principat de Moscòvia, patrimoni de la família de Dmitri. El principat de Vladímir, era propietat del kan de l'Horda d'Or, i aquest decretava en els seus yarlyk qui seria el nou governant del territori cada vegada que el lloc quedava vacant. Des dels temps de Iuri I, sempre s'havia donat aquest privilegi als moscovites, però el 1360 el kan li transferí el poder de príncep de Vladímir a Dmitri Konstantinovitx, de Nijni Nóvgorod.
La influència i el poder del Gran Ducat de Moscou van créixer gradualment i els seus interessos van entrar en conflicte amb els de Lituània. Després de la batalla de les Aigües Blaves el 1362 Lituània va prendre Kíev, convertint-se en veí directe de Moscou. Algirdas va donar suport a Tver, el principal rival regional de Moscou, i va intentar promoure al seu cunyat Mijaíl II de Tver al tron de Vladímir, que durant llarg temps havia estat una possessió de Moscou.
El príncep de Nóvgorod fou deposat en 1363 i el tron del preuat principat de Vladímir fou atorgat a Dmitri Ivanovitx, de Moscòvia. Dmitri Konstantinovitx, després de generacions de pacifisme entre Nóvgorod i Moscou, dugué a terme algun atac de ràbia contra "Donskoi". El 1366 però, els dos Dmitris pactaren la pau i el fill d'Ivan II es casà amb la filla del de Nóvgorod, Eudòxia. Es pot considerar l'inici del regnat de Dmitri I amb tots els seus poders.

## Guerres moscovito-lituanes (1368–1372)
Després d'un incendi a Moscou en 1365 va aixecar la gegantina fortalesa de pedra blanca amb nou torres en substitució de la muralla de fusta del Kremlin de Moscou. Veloçment, fou acabat el 1367. Aquest nou edifici va fer que Moscou pogués resistir els dos setges d'Algirdas de Lituània dels anys 1368 i 1370. L'intent d'un tercer setge el 1372 va acabar en el tractat de Liubutsk, pel què Algirdas es va comprometre a abandonar les pretensions de Mijaíl II de Tver al tron de Vladímir i finalitzar la seva assistència a Tver.

## La lluita amb els kans de Horda d'Or
La política que dugué a terme Dmitri I fou bastant diferent a les dels anteriors: va ser el primer príncep moscovita a plantar cara a l'hegemonia que els mongols de l'Horda d'Or tenien en aquell vast territori des de feia més d'un segle. Per poder fer front al kan, igualment, es va estar preparant alguns anys abans.

### La preparació de la gran guerra
El 1375, el conflicte obert que tenia amb el principat de Tver va fer que es calmés per reunir totes les seves forces contra el kan. Mentrestant, Dmitri I va estar reunint exèrcits d'altres principats del nord de Rússia que veien el qual el de Moscou estava preparant i hi estaven d'acord.
L'últim atac abans de la gran guerra amb els mongols va ser el 1376 contra la Bulgària del Volga. Fou un atac per ajudar i complaure Dmitri Konstantinovitx de Nijni-Nóvgorod, al qual li anà molt bé, ja que arrasaren la zona.
El 1378 Dmitri I de Moscou tenia una ocasió d'or per derrocar l'Horda d'Or mongol, ja que des de 1357 estaven en guerra civil, desencadenada per l'assassinat imprevist aquell any del vigent kan, Jani Beg. El 1378 doncs, l'Horda d'Or estava dominat per un khan fals (per no ésser de la dinastia de kans), que més o menys ocupava el tron enmig de la guerra. Aquest es deia Mamai, i era el general que dominava aquella guerra civil. Dmitri aquell any, no va pagar els tributs obligatoris que s'havien de donar a l'Horda d'Or, i Mamai, aleshores, com a càstig per aquesta innocent sublevació, li va enviar un petit exèrcit mongol, que va ser profundament derrotat per les forces del moscovita.

### La pròxima victòria de Dmitri fruit de la poca perícia de Mamai

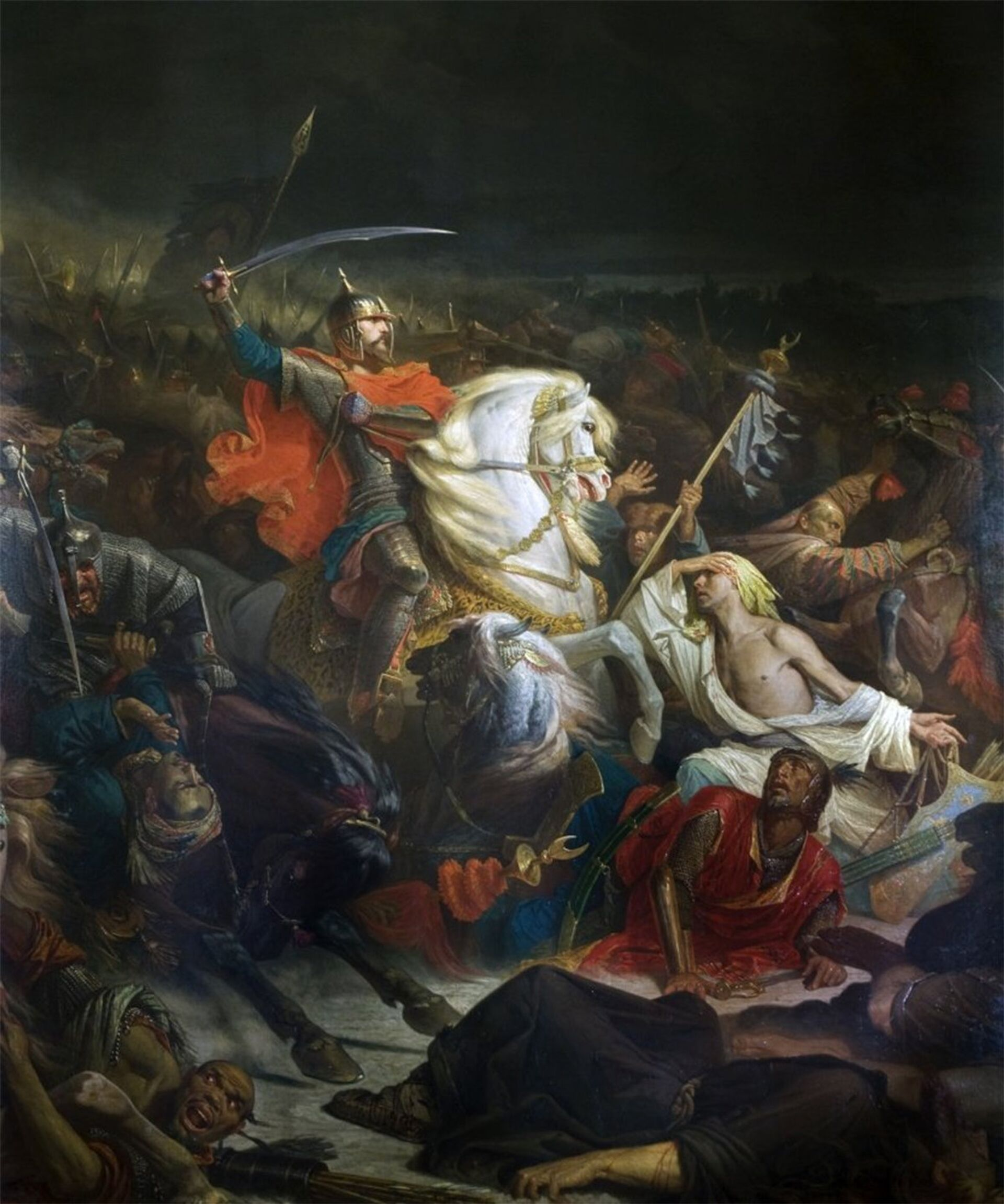
Demetri I de Moscou a la batalla de Kulikovo

La situació per Mamai s'estava complicant dia a dia; Dmitri es mostrava fort, i ara li estava sortint un rival, Toktamix, que li volia disputar el tron de l'orde. El "khan" mongol va donar més importància a la sublevació russa, ja que s'ensumà que podia perdre el vast poder que incloïa el seu imperi.
Per posar solució a l'assumpte, el 1380 envià un gran exèrcit mongol encapçalat per si mateix, i anà a trobar Dmitri. Aquest enfrontament fou conegut com la batalla de Kulikovo, i les possibles xifres de combatents es calcula que podien estar entre els 80000 russos i 125000 mongols, tot i que el vell poema rus Zadonsxina ens indica que van ser 150000 soldats russos pel doble de mongols.
La data exacta de l'enfrontament va ser el 8 de setembre de 1380, i tres hores els van ser suficients als russos per a fer fugir el general Mamai cap a Crimea, on allà vilment fou assassinat per genovesos.
La ràpida desfeta de Mamai, i el visible error d'aquest alhora de preparar l'atac contra Dmitri I, ha donat una expressió en rus, la traducció de la qual és "com Mamai passà", per indicar una gran confusió, o un error cras. D'aquesta magna Batalla de Kulikovo també se'n desprengué el sobrenom que se li ha donat a Dmitri Ivanovitx, "Donskoi". Aquest mot vol dir en rus "el del Don", en memòria del lloc on s'havia produït aquesta gran fita.

### El fracàs final del príncep moscovita
Amb aquesta batalla, al de Moscou se li obriren les portes de tot l'Imperi de l'Horda d'Or, però els mongols mogueren fitxa ràpidament i col·locaren com a kan Toktamix, el pretendent al tron en èpoques de Mamai. Aquest, va ser majoritàriament acceptat puix que era de la família "reial" de l'orde i també per la manca de governant. Era la fi de la guerra civil de l'orde que s'arrossegava des de 1357. Dmitri I, en aquell moment, va veure que se li esvaïen les opcions de fer caure els mongols, ja que només ho podria haver fet amb la manca de governador del rival. Cal recordar que el territori del kan era infinitament més gran que el de Moscòvia. Així, el 1382, Dmitri I tornà a pagar el tribut a Toktamix i es tornà a subordinar completament a ell.

## La successió
Amb això, havia guanyat molts territoris per a Moscòvia, entre principats que conqueria i d'altres que s'havien aliat per derrocar els mongols. També, havia obert les portes a futurs prínceps de Rússia.
En la seva faceta familiar, després de casar-se amb Eudoxia de Suzdal el 18 de gener de 1367, va tenir dotze fills: Vasili I (nat el 30 de desembre de 1371), Daniel (del 1371), Sofia (nascuda el 1373), Iuri (nascut el 26 de novembre de 1374), Maria (1376), Anastasia (1377), Simeó, Ivan (de 1380), Andrei de Mojask (del 14 d'agost de 1382), Pere de Dmitrov (29 de juliol de 1385), Anna (8 de gener de 1387) i Constantin d'Uglitstx (16 de maig de 1389), aquest últim, a tres dies de la mort de Dmitri Donskoi. El gran príncep de Moscòvia del segle xiv moria, als 39 anys, deixant pas al seu fill primogènit, Vasili Dmitriyevitx.

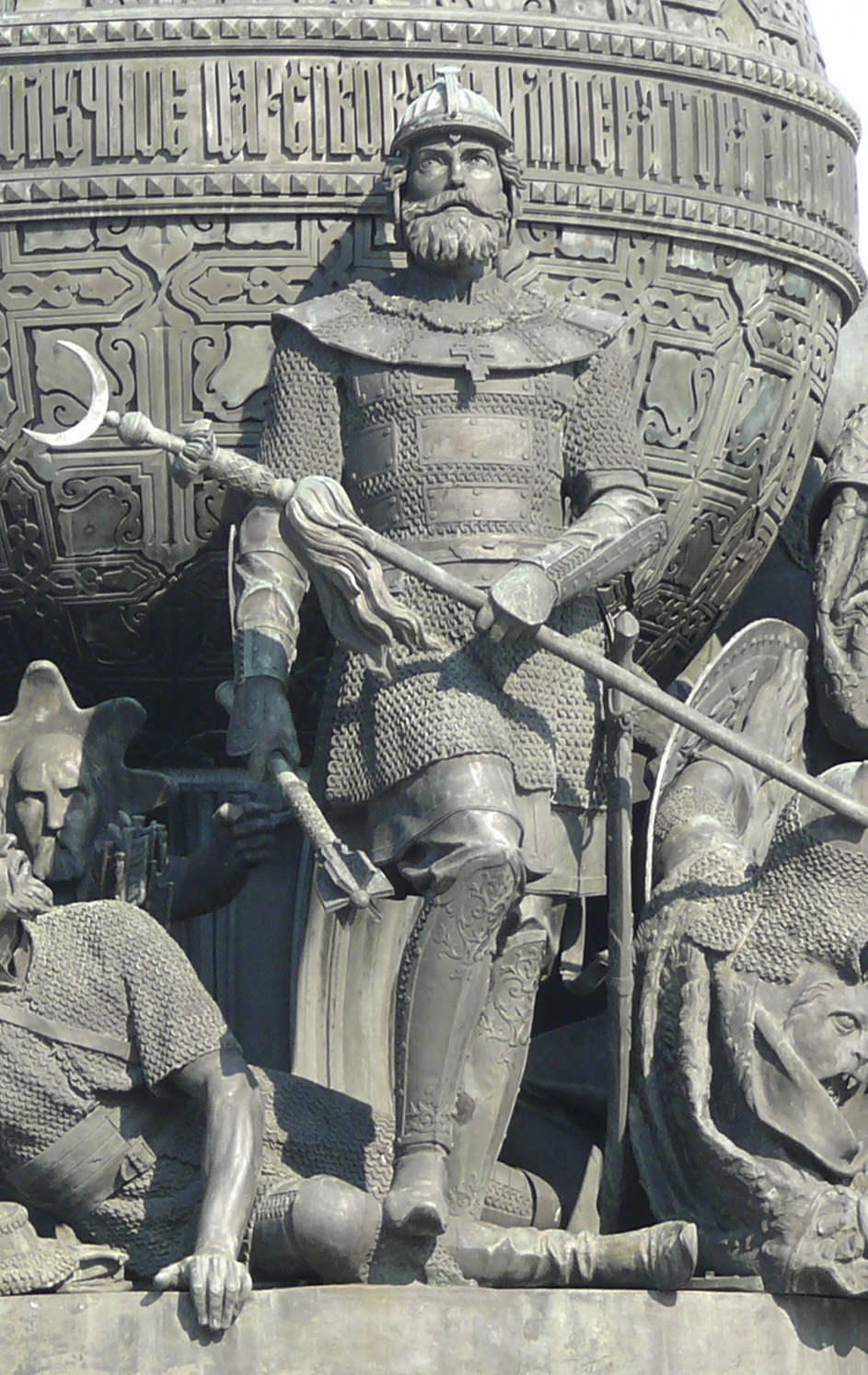
Escultura de Demetri al monument al mil·lenari de Rússia de Velikij Novgorod, 1865
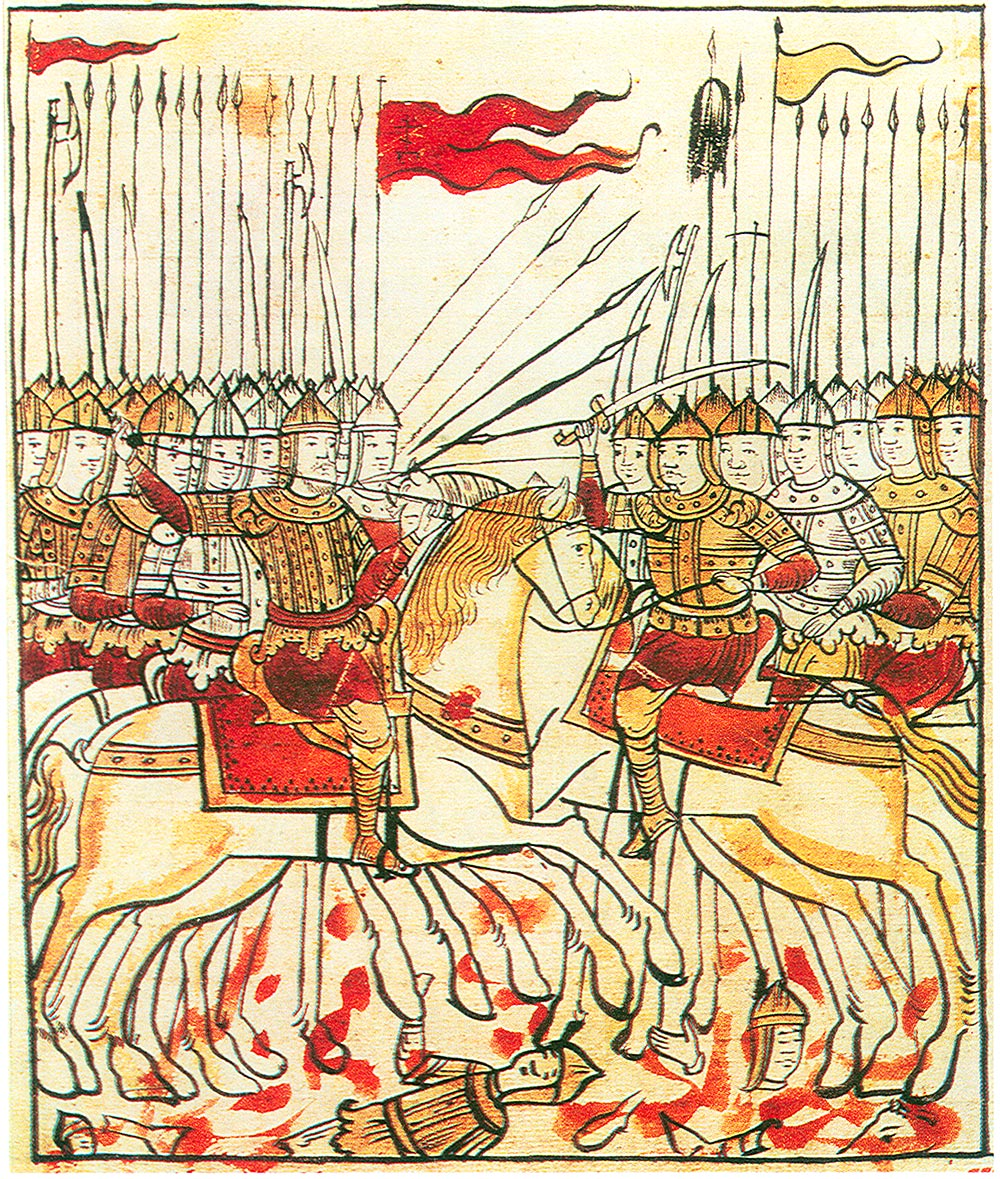
Miniatura del s. XVII amb la batalla de Kulikovo
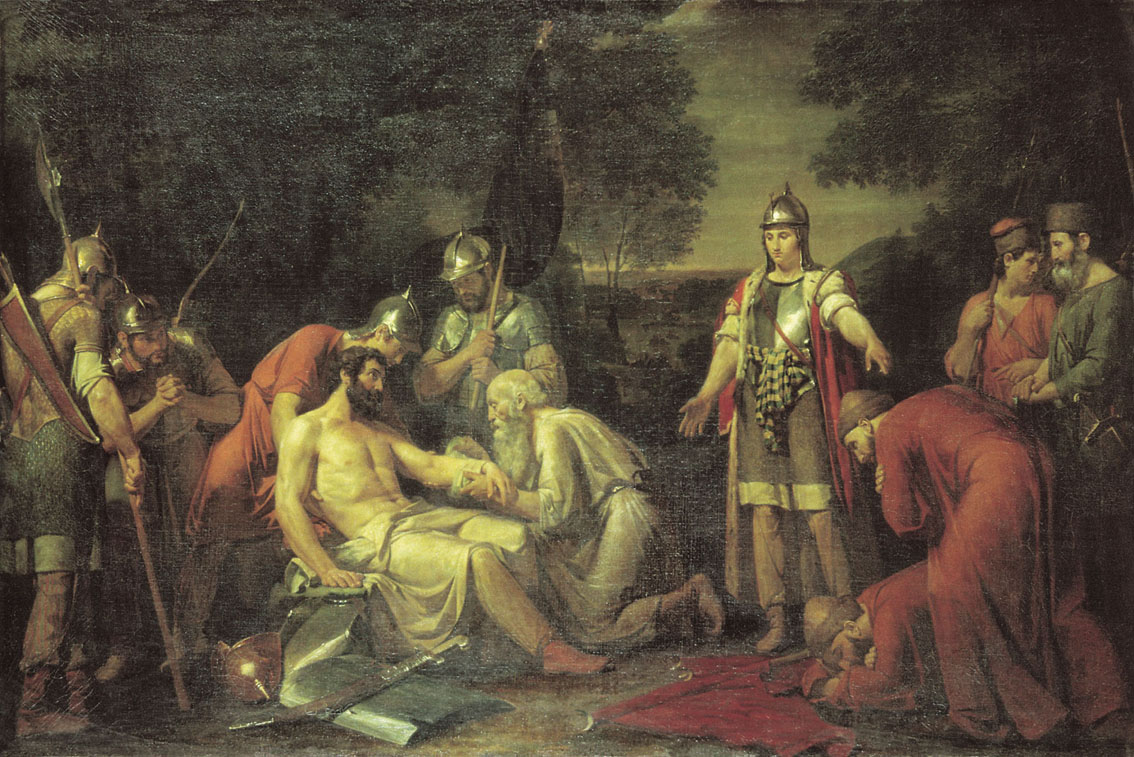
Demetri ferit després de la batalla de Kulikovo, pintura de Vasilij Sazonov, 1824
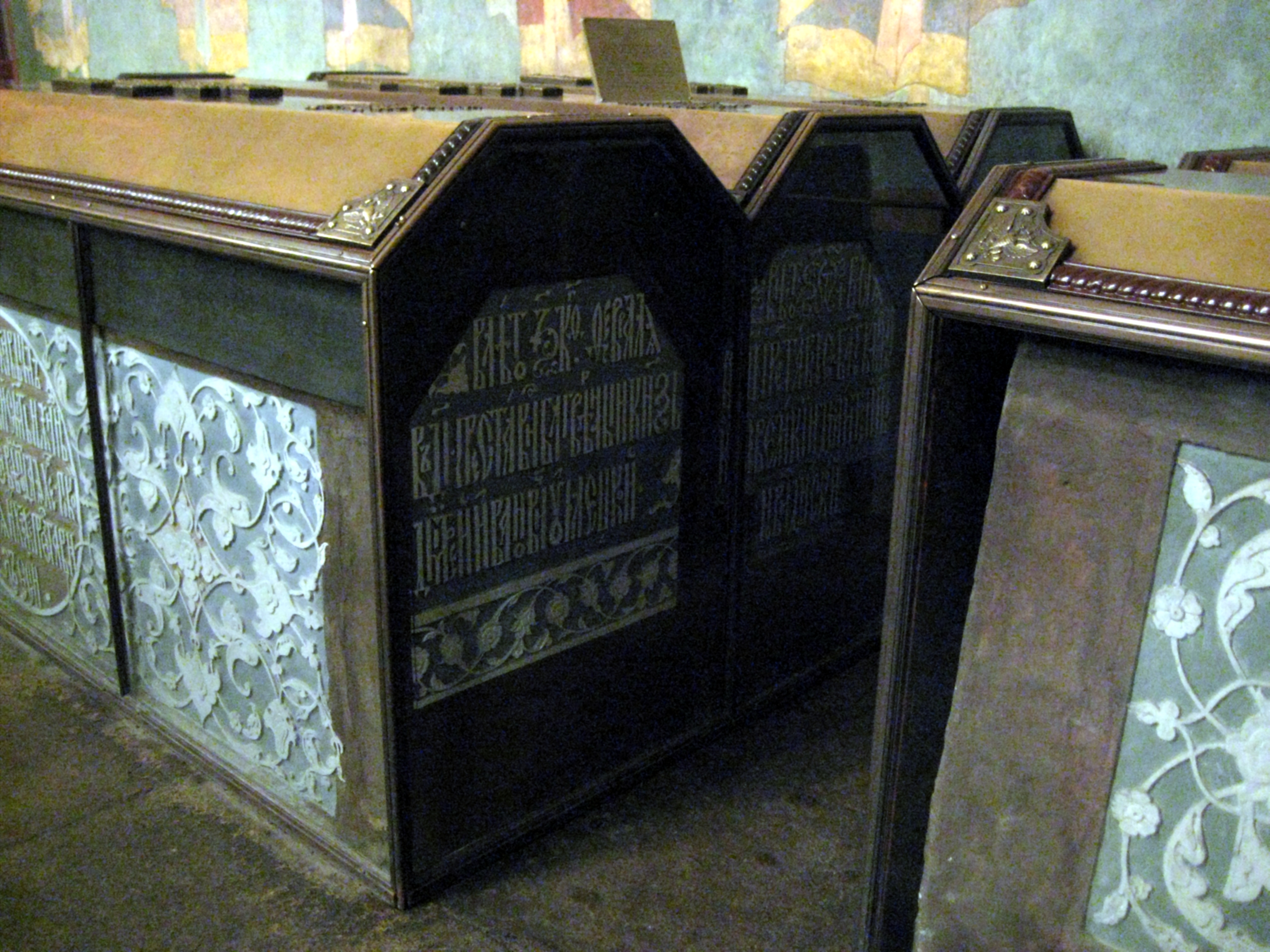
Tomba del rei a la catedral de l'Arcàngel de Moscou

## Veneració
Fou sebollit a la Catedral de l'Arcàngel Miquel (Moscou). Pel seu paper en la derrota del kanat i la defensa del cristianisme rus, fou canonitzat per l'Església Ortodoxa Russa, que el venera com a sant. La seva festivitat litúrgica és el 19 de maig del calendari julià, aniversari de la seva mort, corresponent a l'1 de juny del calendari gregorià.